# Mezquita Azul (Ereván)

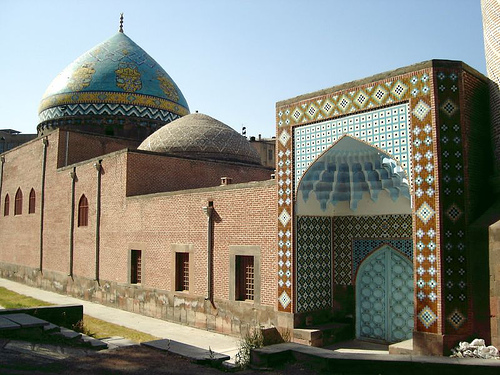
La Mezquita Azul de Ereván.

La mezquita Azul (en armenio: Կապույտ մզկիթ; en persa: مسجد کبود‎; en azerí: Göy məscid) es una mezquita de Ereván, Armenia. 

## Historia

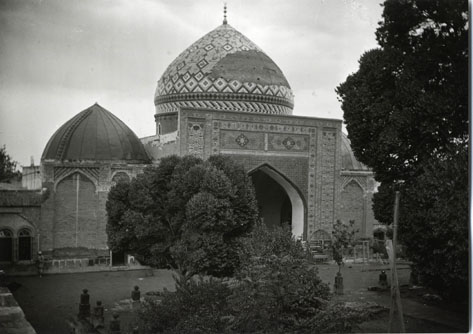
Foto histórica de la Mezquita Azul de Ereván.

Fue construida en 1766 durante el reinado de Ali Huseyn, el khan de Ereván (por lo tanto, se la conoce como "mezquita de Ali Huseyn") y fue una de las 8 mezquitas de Ereván antes de la sovietización. Prestaba servicios a la gran comunidad musulmana de Ereván (que consistía principalmente en población de origen azerbaiyano, ya que Azerbaiyán la mezquita fue construida cuando existía el kanato de Ereván, que era de mayoría azerbaiyana (túrquica) Fuente: https://es.wikipedia.org/wiki/Kanato_de_Erev%C3%A1n?wprov=sfti1

## Descripción
Se compone de 28 salones, una biblioteca, sala de oración principal y un patio, de ocupación general de 7000 metros cuadrados de terreno. Originalmente tenía cuatro minaretes de 24 metros de alto, sin embargo, tres de ellos se demolieron en 1952, cuando los servicios religiosos en la Mezquita Azul fueron prohibidos, y el edificio fue convertido en un planetario debido a las políticas secularistas impuestas por el gobierno soviético. Entre 1995 y 2006, la mezquita fue renovado con gran financiación de los musulmanes iraníes y los servicios religiosos en poder.